# Fabulos
Fabulos (fr. fabuleux, lat. lit. fabulosus) desemnează ceea ce ține de domeniul fabulei, adică al poveștii, al imaginației, al irealului. Se aplică în general legendei și basmului, iar în sens mai apropiat de vremurile noastre poate însemna un produs al imaginației orientate spre enorm, uimitor și incredibil. Fabulosul nu este pe deplin identic cu fantasticul, e cel mult o manifestare secvențială a acestuia, aplicîndu-se mai cu seamă legendei și eposului popular, precum și scrierilor inspirate din acesta. Fabulosul se manifestă mai mult în basm, ca un fantastic convențional, previzibil, pe cînd în fantasticul autentic modern desfășurarea epică și fenomenele sunt imprevizibile, insolite.